# Sela pri Volčah
Sela pri Volčah este o localitate din comuna Tolmin, Slovenia, cu o populație de 89 de locuitori.